# David Margulies
Pour les articles homonymes, voir Margulies.
David Margulies est un acteur américain, né le 19 février 1937 à New York et mort le 11 janvier 2016 dans la même ville.

## Biographie
Le 11 janvier 2016, David Margulies meurt d'une longue maladie.

## Filmographie

### Au cinéma
- 1972 : Scarecrow in a Garden of Cucumbers : Walter Mitty
- 1976 : Le Prête-nom (The Front) de Martin Ritt : Phelps
- 1979 : Meurtres en cascade (Last Embrace) : Rabbi Josh Drexel
- 1979 : Que le spectacle commence (All That Jazz) : Larry Goldie
- 1980 : L'Impossible Témoin (Hide in Plain Sight) : Detective Reilly
- 1980 : Pulsions (Dressed to Kill) : Dr. Levy
- 1980 : Times Square : Dr. Zymansky
- 1982 : I'm Dancing as Fast as I Can : Walter Kress
- 1983 : Daniel : Dr. Duberstein
- 1984 : SOS Fantômes (Ghost Busters) : Le maire Lenny
- 1986 : 9 semaines 1/2 (Nine 1/2 Weeks) : Harvey
- 1986 : Brighton Beach Memoirs de Gene Saks : M. Farber
- 1987 : Ishtar : M. Clarke
- 1987 : Magic Sticks : Goldfarb
- 1988 : Candy Mountain : Lawyer
- 1988 : À bout de course (Running on Empty) : Dr. Jonah Reiff
- 1989 : SOS Fantômes 2 (Ghostbusters II) : Le maire Lenny
- 1990 : Drôle d'amour (Funny About Love) : Dr. Benjamin
- 1992 : Une étrangère parmi nous (A Stranger Among Us) : Lieutenant Oliver
- 1992 : Sur la corde raide : Buchenwald
- 1993 : Family Prayers : oncle Sam
- 1994 : Ace Ventura, détective pour chiens et chats (Ace Ventura: Pet Detective) : Doctor
- 1997 : Melvyn Schmatzman: Freudian Dentist
- 1997 : Hudson River Blues : Stan
- 1997 : Lifebreath : Abe Gross
- 1998 : Celebrity : Counselor Adelman
- 1999 : Man of the Century : M. Meyerscholtz
- 2000 : Les Légendes de Brooklyn (Looking for an Echo) : Dr. Ludwig
- 2003 : Bought & Sold : Kutty Nazarian
- 2004 : Invitation to a Suicide : Roman Malek
- 2005 : Whiskey School : Rex Michaels
- 2006 : Ira and Abby (en) de Robert Cary : Dr. Friedman

### À la télévision
- 1979 : My Old Man : Chubby
- 1984 : A Doctor's Story : Russell
- 1987 : Divorced Kids' Blues : Justin
- 1988 : The Trial of Bernhard Goetz : Yudwitz
- 1989 : Kojak: Ariana
- 1989 : Témoin à tuer (Perfect Witness) : Rudnick
- 1990 : Largo Desolato
- 1991 : Pour que l'on n'oublie jamais (Never Forget) : Rabbi Hier
- 1991 : Une femme indésirable (An Inconvenient Woman) : Manning
- 1994 : Young Indiana Jones and the Hollywood Follies (nl) : Carl Laemmle
- 1995 : The City (série) : Marty Burns (1996)